# Цезар і Клеопатра (п'єса)
«Цезар і Клеопатра»  (англ. Caesar and Cleopatra) — п'єса ірландського письменника Бернарда Шоу, яка була написана в 1898 році і поставлена на сцені в 1899 році. Дія п'єси відбувається в 48-47 роках до н. е. в Єгипті, куди Юлій Цезар прибув в ході громадянської війни і включився як вирішальна сила в династичний конфлікт між Клеопатрою і її братом Птолемеєм XIII.
Це одна з найяскравіших п'єс Бернарда Шоу, з динамічним захоплюючим сюжетом, «пишністю мови», живими характерами. У її постановках брали участь такі видатні актори, як Лоуренс Олів'є, Малкольм Кін, Вів'єн Лі, Пеггі Ешкрофт, Клод Рейнс, Ростислав Плятт. П'єса була неодноразово екранізована.

## Історія написання
П'єса була завершена в 1898 році, але її шлях на сцену виявився довгим. Перша вистава відбулася в березні 1899 року на сцені Ньюкасла. Через сутичку деяких акторів англійська прем'єра була перенесена, а також важливу роль зіграла дорожнеча постановки.
Перша постановка відбулася в 1905 році у Берліні, потім — в Нью-Йорку. У вересні 1907 року п'єса була представлена англійській публіці.
У 1912 році Бернард Шоу дописав пролог до п'єси, який фактично змінив авторську передмову — в цій частині Шоу, вустами бога Ра, пояснює ідейну спрямованість своєї п'єси.

## Основні дійові особи
- Юлій Цезар, римський полководець, 50 років
- Клеопатра, єгипецька цариця, 16 років. Спочатку — наївна дівчинка, а потім — жорстока цариця.
- Фтататіта, нянька цариці.
- Руфій, римський офіцер.
- Луцій Септимій, римський солдат, вбивця Помпея.
- Британ, бритт, секретар Цезаря.
- Аполлодор, молодий аристократ, художник-аматор.
- Птолемей, брат і чоловік Клеопатри, суперник в боротьбі за престол.
- Потін, опікун Птолемея.
- Теодот, наставник Птолемея.

## Сюжет
Пролог. Бернард Шоу написав два варіанти прологу. В першому з них до глядачів звертається бог Сонця Ра. Другий варіант більш розгорнутий, він показує історичну обстановку в Александрії Єгипецькій у 48 році до н. е.
Дія перша. Юлій Цезар в пустелі підходить до статуї Сфінкса. Там він зустрічає Клеопатру, яка вирішила заховатися від римлян. Юлій Цезар хоче зробити з неї царицю і зробити її знаряддям римської політики. Вони прийшли до палацу, і Цезар одразу ж взявся навчати її вести себе по-царськи; в результаті в Клеопатрі прокидаються зарозумілість і жорстокість. У палац вступають римські солдати, і Клеопатра розуміє, що Юлій Цезар воєначальник.
Дія друга. Дія відбувається в нижньому залі палацу. Птолемей висловлює Цезарю своє невдоволення римським втручанням. Цезар вимагає від Єгипту сплату податків та визнати Клеопатру царицею, погрожуючи розправою. Незадоволені єгиптяни йдуть, в місті піднімається повстання. Римський гарнізон захоплює острів Фарос, повстанці осаждають острів.
Дія третя. Набережна під палацом з видом на острів Фарос. З'являється Аполлодор, любитель мистецтва. З палацу виходить Клеопатра і вимагає доставити її на острів до Цезаря, але солдати відмовляють їй в цьому. Клеопатра придумує план: велить Аполлодору завернути себе в килим і доставити її на острів під виглядом дорогоцінного подарунку. План має успіх, але починається штурм острова, і всім доводиться рятуватися вплав.
Дія четверта. Минуло півроку. Опікун Птолемея, бранець Цезаря, плете інтриги проти Клеопатри. Коли цариця дізнається про це, вона наказує служниці Фтататіті вбити Потіна. Обурені громадяни піднімають новий бунт. Цезаря рятує прихід військ його союзника. Цезар вирушає на зустріч з Мітрідатом, а його зброєносець Руфій вбиває Фтататіту. Цезар схвалює дії Руфія. Повстання придушене, цар Птолемей загинув, Клеопатра стає повноправною царицею.
Дія п'ята. Цезар готується до повернення в Рим. Клеопатрі він присилає замість себе Марка Антонія, який кілька років тому справив на неї незабутнє враження. Римські солдати кричать: «Слава Цезарю!»

## Ідейно-художні мотиви
У своїх коментарях Бернард Шоу розповідає про дві основні цілі п'єси.
Перша — зобразити в образі Цезаря ідеального правителя, мудрого, далекозорого, прагматичного, поблажливого до людських слабостей, стурбованого благом свого народу та держави.
Друга ціль п'єси — полеміка зі стилем Шекспіра, якого Шоу неодноразово звинувачував у відсутності смаку, обмеженості, надмірній романтичності та інших гріхах.
За визнанням Шоу, на нього справила велике враження книга Теодора Моммзена «Історія Риму», і персонаж Шоу точно відповідає зображенню Цезаря в цій книзі. Цезар у Шоу строго раціональний, тверезо судить про людей і обставини — і в цьому головна причина його успіху, саме ця риса ставить його вище всіх оточуючих. Заради цієї ідеї драматург навіть відкинув той історичний факт, що Клеопатра була коханкою Цезаря і народила від нього сина, якому дала ім'я Цезаріон. Інша відступ Шоу від історичної реальності — в кінці п'єси Цезар розлучився з Клеопатрою, хоча в дійсності взяв її з собою в Рим.
Незважаючи на очевидний вплив Моммзена, п'єса Шоу — НЕ ілюстрація до «Історії Риму» або до особистих політичних поглядів Шоу. Персонажі п'єси виведені яскраво і художньо достовірно. Додаткове гумористичне забарвлення надають п'єсі репліки секретаря Британо, пародіюють зарозумілість і обмеженість вікторіанської знаті кінця XIX століття.
У своєму листі Форбс-Робертсону Шоу передбачив, що п'єса безсумнівно стане класикою, і не помилився.